# فرودگاه صحرایی هارل
فرودگاه صحرایی هارل (به انگلیسی: Harrell Field) یک فرودگاه همگانی با کد یاتا CDH است که یک باند فرود آسفالت دارد و طول باند آن ۱۹۸۲ متر است. این فرودگاه در کشور ایالات متحده آمریکا قرار دارد و در ارتفاع ۳۹ متری از سطح دریا واقع شده‌است.